# Omurtag, Bulgaria
Omurtag (în bulgară Омуртаг) este un oraș în comuna Omurtag, regiunea Tărgoviște,  Bulgaria. 

## Demografie
Componența etnică a orașului Omurtag
     Nicio identificare (24,42%)
     Bulgari (37,45%)
     Turci (30,68%)
     Romi (7,36%)
     Altele (0,06%)
La recensământul din 2011, populația orașului Omurtag era de 7.619 locuitori. Nu există o etnie majoritară, locuitorii fiind bulgari (37,45%), turci (30,68%) și romi (7,36%). Pentru 24,42% din locuitori nu este cunoscută apartenența etnică.